# 姜漢
姜漢（？－1510年），榆林衛人。明朝軍事將領。
弘治年間，嗣世職，為榆林衛指揮使。因御史胡希顏舉薦，進都指揮僉事，充延綏遊擊將軍。弘治十八年，率眾擊退蒙古入侵寧夏。明武宗繼位后，蒙古大舉進犯宣府、大同，姜漢與副總兵曹雄、參將王戟分道馳援并有功。之後替代曹雄擔任副總兵，協守延綏。正德三年，移守涼州。次年，擢署都督僉事，充總兵官，鎮守寧夏。姜漢馭軍嚴整，得將士心，數月后，明安化王朱寘鐇謀逆，置酒召姜漢及巡撫安惟學等入宴，其中派其黨羽何錦率眾入。姜漢不屈而亡。其子姜奭逃免。平定叛亂后，詔賜祭葬。